# Centre hospitalier psychiatrique du Chêne aux Haies
Le Centre hospitalier psychiatrique du Chêne aux Haies est un hôpital psychiatrique belge situé à Mons en province de Hainaut. Il fait partie de l'intercommunale « Centre Hospitalier Universitaire et Psychiatrique de Mons-Borinage » qui comprend également le CHU Ambroise Paré. 
Cet hôpital public est doté d’une capacité de 375 lits, de 70 places d'hospitalisation et également de 90 lits de Maisons de Soins Psychiatriques. 
Le CHP emploie 485 personnes.
En 2023, le pavillon Dali, destiné aux patients psychotiques, est entièrement rénové.